# Фадеевка (Хмельницкая область)
Фадеевка (укр. Фадіївка) — село в Полонском районе Хмельницкой области Украины.
Население по переписи 2001 года составляло 172 человека. Почтовый индекс — 30536. Телефонный код — 3843. Занимает площадь 0,844 км². Код КОАТУУ — 6823680503.

## История
В 1945 г. Указом Президиума ВС УССР село Тадеушполь переименовано в Фадеевку.

## Местный совет
30533, Хмельницкая обл., Полонский р-н, с. Бражинцы, ул. Колхозная, 3